# Мангазерка
Мангазерка (рос. Мангазерка) — присілок у Куйбишевському районі Новосибірської області Російської Федерації.
Входить до складу муніципального утворення Абрамовська сільрада. Населення становить 73 особи (2010).

## Історія
Згідно із законом від 2 червня 2004 року органом місцевого самоврядування є Абрамовська сільрада.

## Населення
| 1926 | 2002 | 2007 | 2010 |
| ---- | ---- | ---- | ---- |
| 932  | ↘104 | ↘102 | ↘73  |